# AEW International Championship

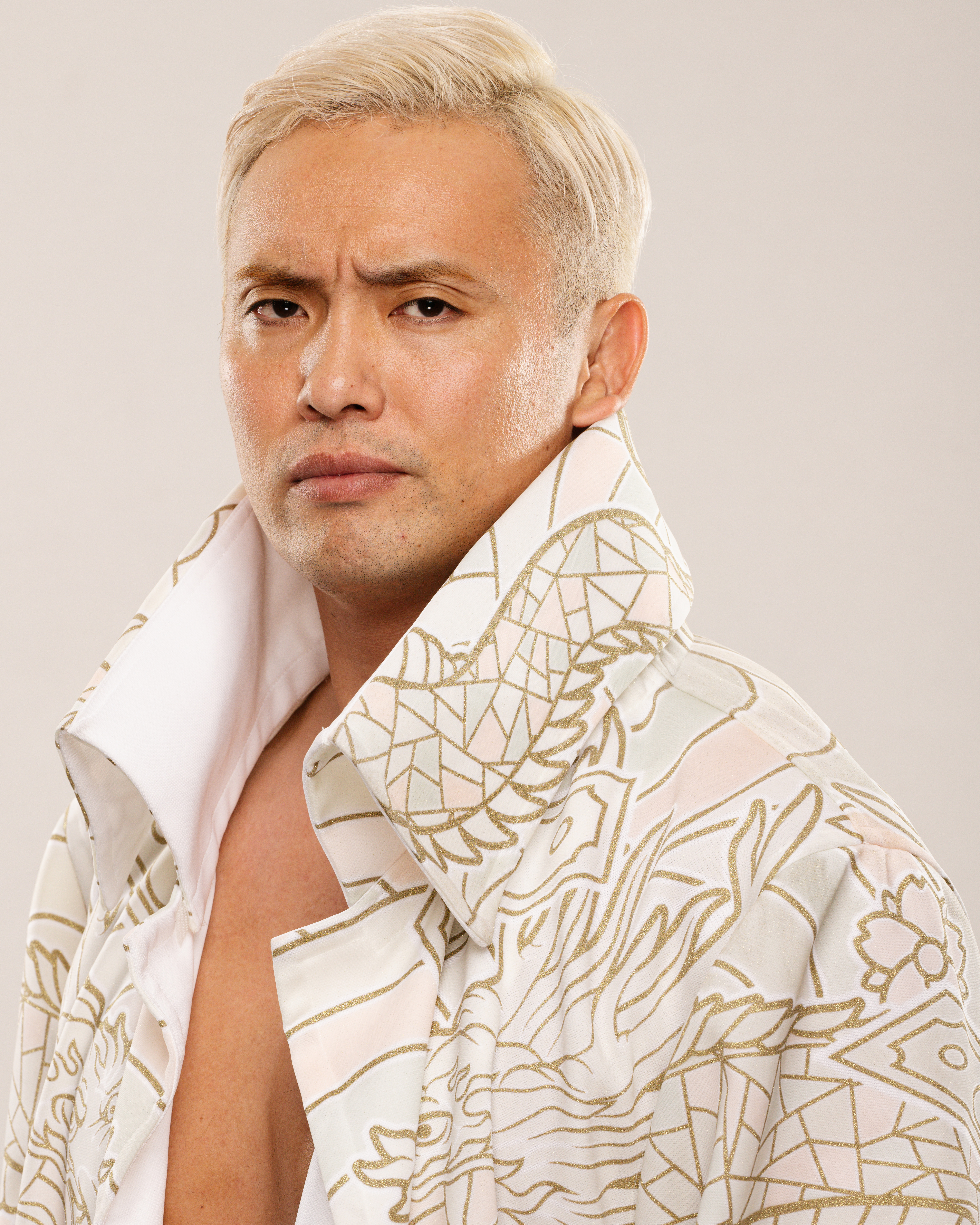
L'attuale campione Kazuchika Okada

L'AEW International Championship (fino all'8 marzo 2023 noto come AEW All-Atlantic Championship) è un titolo di wrestling di proprietà della All Elite Wrestling, detenuto dal 12 luglio 2025 da Kazuchika Okada.
A differenza degli altri titoli della compagnia che vengono difesi quasi esclusivamente nella programmazione AEW, l'International Championship può essere difeso anche in altre federazioni in tutto il mondo.

## Storia
Il titolo fu presentato l'8 giugno 2022 a Dynamite. Nonostante il suo nome sia apparentemente incentrato sui paesi intorno all'Atlantico, la compagnia annunciò che "rappresenta i fan dell'AEW che guardano in tutto il mondo in oltre 130 paesi". Il campione inaugurale fu incoronato in un match a quattro che si svolse il 26 giugno successivo a AEW×NJPW: Forbidden Door, evento prodotto in collaborazione con la federazione giapponese New Japan Pro-Wrestling. Per determinare i partecipanti al match si svolsero sei match di qualificazione.
Nel corso di un'intervista rilasciata a Robbie Fox sul podcast My Mom's Basement, il presidente della AEW Tony Khan dichiarò che il titolo sarebbe stato difeso in modo diverso rispetto agli altri titoli dell'azienda. Infatti i detentori dell'All-Atlantic Championship avrebbero difeso il titolo in tutto il mondo e in altre federazioni.
Nella puntata di Dynamite dell'8 marzo 2023 Tony Khan annunciò che il titolo avrebbe cambiato nome in AEW International Championship.

## Nomi
| Nome                           | Anno                       | Fonti |
| ------------------------------ | -------------------------- | ----- |
| AEW All-Atlantic Championship  | 8 giugno 2022–8 marzo 2023 | [ 2 ] |
| AEW International Championship | 8 marzo 2023–presente      | [ 4 ] |

## Albo d'oro
Statistiche aggiornate al 14 luglio 2025
| #  | Campione           | Regno | Data              | Giorni | Località                    | Evento                   | Note | Fonti  |
| -- | ------------------ | ----- | ----------------- | ------ | --------------------------- | ------------------------ | --- | ------ |
| 1  | Pac                | 1º    | 26 giugno 2022    | 108    | Chicago, Illinois           | AEW×NJPW: Forbidden Door | Pac sconfisse Malakai Black, Miro e Clark Connors in un four-way match per l'assegnazione del titolo.     | [ 5 ]  |
| 2  | Orange Cassidy     | 1º    | 12 ottobre 2022   | 326    | Toronto                     | Dynamite                 | Nell'episodio di Dynamite dell'8 marzo 2023, il titolo venne rinominato "AEW International Championship". | [ 6 ]  |
| 3  | Jon Moxley         | 1º    | 3 settembre 2023  | 17     | Chicago, Illinois           | All Out                  | | [ 7 ]  |
| 4  | Rey Fenix          | 1º    | 20 settembre 2023 | 20     | Flushing, Queens            | Dynamite: Grand Slam     | | [ 8 ]  |
| 5  | Orange Cassidy     | 2º    | 10 ottobre 2023   | 145    | Independence, Missouri      | Dynamite                 | | [ 9 ]  |
| 6  | Roderick Strong    | 1º    | 3 marzo 2024      | 84     | Greensboro, North Carolina  | Revolution               | | [ 10 ] |
| 7  | Will Ospreay       | 1°    | 26 maggio 2024    | 52     | Paradise, Nevada            | Double or Nothing        | | [ 11 ] |
| 8  | MJF                | 1°    | 17 luglio 2024    | 39     | North Little Rock, Arkansas | Dynamite 250             | | [ 12 ] |
| 9  | Will Ospreay       | 2º    | 26 agosto 2024    | 48     | Londra                      | All In                   | | [ 13 ] |
| 10 | Konosuke Takeshita | 1°    | 12 ottobre 2024   | 148    | Tacoma, Washington          | WrestleDream             | In un 3-way match che includeva anche Ricochet.                                                           | [ 14 ] |
| 11 | Kenny Omega        | 1º    | 9 marzo 2025      | 125    | Los Angeles, California     | Revolution               | | [ 15 ] |
| 12 | Kazuchika Okada    | 1º    | 12 luglio 2025    | 2+     | Arlington, Texas            | All In                   | | [ 16 ] |